# Chris Cornell
Chris Cornell   (Seattle, 20 de juliol de 1964 - Detroit, 18 de maig de 2017) fon un cantautor estatunidenc, fundador dels grups Soundgarden, Temple of the Dog i Audioslave i destacat com a artista en solitari per la seua veu, considerada una de les millors del rock.

## Biografia
Fill d'un farmacèutic i d'una comptable, Christopher John Boyle canvià el llinatge patern pel de sa mare (Cornell) quan es divorciaren: abans de mamprendre la guitarra i la bateria —la qual aplegà a tocar en Soundgarden—, als set anys havia estudiat piano.
Cornell fundà Soundgarden el 1984 junt amb Hiro Yamamoto (guitarra), Kim Thayil (baix) i Scott Sundquist (bateria), al qual substituí en acabant Matt Cameron; després de traure dos discs, la mort del seu collogater Andrew Wood (cantant de Mother Love Bone) l'esperonà a gravar unes cançons —junt amb dos companys de Wood, Jeff Ament i Stone Gossard, i altres dos músics, Mike McCready i Eddie Vedder— com a Temple of the Dog, publicades el 1991 en un disc homònim.
Soundgarden encapçalaren l'escena musical de Seattle junt amb altres com Nirvana (grunge) o Pearl Jam —grup sorgit de la gravació del Temple of the Dog— i tragueren cinc discs abans de separar-se, l'any 1997, amb Cornell tan afectat d'alcoholisme que, anys després, no recordava l'èxit assolit.
En una entrevista de 2014 sobre la reedició del Superunknown, Cornell se sincerà sobre la influència de la mort de Wood, Cobain o Jeff Buckley i l'oratge de Seattle en les seues cançons:
| « | Crec que sempre he lluitat amb la depressió i la soledat, així que això pot sorgir. Crec que l'ambient de Seattle i com jo sempre l'interpretava era un poc introspectiu i fosc. I no vull dir "depriment", sinó introspectiu d'una manera mès aïna pessimista i fosca. | » |

L'any 2006 escrigué, junt amb el compositor David Arnold, la cançó "You Know my Name" com a tema principal de la pel·lícula Casino Royale, la primera de Daniel Craig en el paper de James Bond: Cornell es declarà fan no només de Bond i de Craig, sinó també de Paul McCartney, el qual havia compost "Live and Let Die" per a un altre film de la saga, Viu i deixa morir (1973); com ell, Cornell gravà la seua cançó en l'estudi de l'antic productor de The Beatles, George Martin.
Cornell se suïcidà el 17 de maig de 2017 en un hotel de Detroit, hores després d'un concert amb Soundgarden.
A mode d'homenatge, músics d'estils diversos interpretaren versions de "Black Hole Sun" o altres cançons seues en directe, com per exemple The Avett Brothers en el Newport Folk Festival.

## Discografia
| • Ultramega OK (1988) |
| --------------------- |
|                       |

| • Louder than Love (1989) |
| ------------------------- |
| (A&M Records)             |

| • Badmotorfinger (1991) |
| ----------------------- |
| (A&M Records)           |

| • Temple of the Dog (1991) |
| -------------------------- |
| (A&M Records)              |

| • Superunknown (1994) |
| --------------------- |
| (A&M Records)         |

| • Down on the Upside (1996) |
| --------------------------- |
| (A&M Records)               |

| • Euphoria Morning (1999) |
| --- |
| (Interscope) 1. Can't Change Me (Cornell), 3:23 2. Flutter Girl (Cornell, Alain Johannes, Natasha Shneider), 4:25 3. Preaching the End of the World (Cornell), 4:41 4. Follow My Way (Cornell, Johannes, Shneider), 5:10 5. When I'm Down (Cornell), 4:20 6. Mission (Cornell, Johannes, Shneider), 4:05 7. Wave Goodbye (Cornell), 3:43 8. Moonchild (Cornell), 4:02 9. Sweet Euphoria (Cornell), 3:08 10. Disappearing One (Cornell, Johannes, Shneider), 3:48 11. Pillow of Your Bones (Cornell, Johannes, Shneider), 4:29 12. Steel Rain (Cornell), 5:41 |

| • Audioslave (2002) |
| ------------------- |
| (Epic/Interscope)   |

| • Out of Exile (2005) |
| --------------------- |
| (Epic/Interscope)     |

| • Revelations (2006) |
| -------------------- |
| (Epic/Interscope)    |

| • Carry On (2007)     |
| --------------------- |
| (Suretone/Interscope) |

| • Scream (2009)   |
| ----------------- |
| (Mosley/Suretone) |

| • King Animal (2012) |
| -------------------- |
|                      |

| • Higher Truth (2015)         |
| ----------------------------- |
| (Universal Music Enterprises) |